# Géométrodynamique
En physique théorique, la géométrodynamique est une tentative de décrire l'espace-temps entièrement en termes de géométrie, sans recours à la notion de matière. Les particules, par exemple, sont conçues comme des propriétés locales de l'espace-temps. Techniquement, le but de la géométrodynamique est d'unifier les forces fondamentales. 

## La géométrodynamique selon Albert Einstein
Le terme « géométrodynamique » est chez Albert Einstein un synonyme approximatif de « théorie de la relativité ». Einstein est le premier scientifique à utiliser le terme.

## Le programme de John Wheeler
Le promoteur principal de la géométrodynamique est le physicien John Wheeler. La géométrodynamique de Wheeler est un programme théorique qui propose de construire la physique en ne reconnaissant que l'espace-temps. Le point de départ consiste à interpréter la théorie de la relativité générale comme réduisant la théorie de la gravitation universelle à une description géométrique de l'espace-temps. Sur cette base, la géométrodynamique de Wheeler envisage de réduire également l’électrodynamique (physique des champs électromagnétiques) et la physique des particules élémentaires à une description géométrique de l'espace-temps, sans reconnaître l'existence d'aucun objet additionnel. 
L'hypothèse sous-jacente à la géométrodynamique de Wheeler est que la matière tout entière est fondamentalement identique au continuum spatio-temporel à quatre dimensions et à ses propriétés géométriques. Pour Wheeler, les particules ou les champs qui semblent se déplacer dans l'espace-temps doivent être compris comme des propriétés de l'espace-temps lui-même, qui décrivent notamment sa courbure. Wheeler résume ainsi son programme de géométrisation de la matière :
« (1) une faible courbure dans une région de l'espace décrit un champ gravitationnel ; (2) ailleurs, une géométrie ondulée de courbure différente décrit un champ électromagnétique ; (3) une région à forte courbure décrit une concentration de charge et de masse-énergie se déplaçant comme une particule.»
Les particules et les champs ne sont pas des entités supplémentaires à l'espace-temps, qui existeraient dans l'espace-temps, mais plutôt l'espace-temps lui-même, en tant qu'il possède certaines propriétés géométriques. On qualifie cette position de « super-substantialisme », par contraste avec le substantialisme, parce qu'elle postule un Univers où l'espace-temps quadridimensionnel est la seule substance (contrairement à l'espace tridimensionnel absolu dans la physique de Newton).

## La géométrodynamique contemporaine
Christopher Isham et Jeremy Butterfield, entre autres, continuent aujourd'hui de développer la géométrodynamique dans le cadre de la physique quantique.